# А — Я (журнал)
«А — Я» (англ. A — YA) — журнал неофициального русского искусства.
Нелегально готовился в СССР и издавался в Париже с 1979 по 1986 годы.
Редакторы: Александр Сидоров (под псевдонимом «Алексей Алексеев») / Москва,
Игорь Шелковский / Париж.
Распространение в США: Александр Косолапов / Нью-Йорк.
60 страниц, формат А4, тираж 3000 экз. (первый номер — 7000). Цветная и чёрно-белая печать.

## История
Неформальный журнал «А — Я» произвёл в 1980-е годы настоящий фурор в культурной и художественной сфере стран Запада. Он открыл всему миру дотоле неизвестное широкой публике современное советское и русское актуальное искусство, которое потом долгие годы безраздельно властвовало на ведущих мировых выставочных площадках и аукционах. Именно в «А — Я» впервые прозвучали имена Эрика Булатова, Олега Васильева, Ивана Чуйкова, Игоря Макаревича, Риммы и Валерия Герловиных, Франсиско Инфанте, Ильи Кабакова, Комара & Меламида, Копыстянских, Дмитрия Александровича Пригова, Константина Звездочётова, Александра Косолапова, Леонида Сокова, Вагрича Бахчаняна, Владимира Сорокина, Вячеслава Сысоева и многих других.
Александр Сидоров в Москве подпольно собирал и редактировал материалы для журнала, а потом тайно переправлял их Игорю Шелковскому в Париж.
Всего было выпущено 8 номеров, которые для многих западных галерей и коллекционеров стали настоящими путеводителями в мире современного советского искусства.
В 1986 году выпуск журнала был прекращён в связи с кардинальными изменениями в политической жизни страны.
В 2004 году в Москве было выпущено репринтное издание всех номеров журнала.

### Упоминание в других источниках
- New York Times
- TIME Magazine Архивная копия от 26 октября 2012 на Wayback Machine
- Sotheby’s Auctions Calendar (недоступная ссылка)